# Сан-Томе и Принсипи на летних Олимпийских играх 2008
Государство Сан-Томе и Принсипи представило делегацию на летние Олимпийские игры 2008 в Пекине. Команда состояла из трёх спортсменов, соревновавшихся в двух видах спорта. 

## Лёгкая атлетика
| Спортсмен                | Соревнование   | Отборочные  | Отборочные | Четвертьфинал | Четвертьфинал | Полуфинал | Полуфинал | Финал     | Финал     |
| Спортсмен                | Соревнование   | Результат   | Место      | Результат     | Место         | Результат | Место     | Результат | Место     |
| ------------------------ | -------------- | ----------- | ---------- | ------------- | ------------- | --------- | --------- | --------- | --------- |
| Найел Сантьягу Д'Алмейда | Мужчины 400 м  | 49.08       | 54         |               |               | Не прошёл | Не прошёл | Не прошёл | Не прошёл |
| Селма да Граса           | Женщины 5000 м | 17:25.99 NR | 30         |               |               |           |           | Не прошла | Не прошла |

## Каноэ

### Гребля на байдарках и каноэ
| Спортсмен    | Соревнование | Отборочные | Отборочные | Полуфинал | Полуфинал | Финал     | Финал     |
| Спортсмен    | Соревнование | Время      | Место      | Время     | Место     | Время     | Место     |
| ------------ | ------------ | ---------- | ---------- | --------- | --------- | --------- | --------- |
| Алсину Силва | K-1 500 м    | 1:58.178   | 28         | 2:06.288  | 26        | Не прошёл | Не прошёл |
| Алсину Силва | K-1 1000 м   | 4:28.057   | 26         | Не прошёл | Не прошёл | Не прошёл | Не прошёл |